# Farsetia
Farsetia é um género botânico pertencente à família Brassicaceae.

## Espécies
- Farsetia aegyptia Turra
- Farsetia assadii Kavousi
- Farsetia burtonae Oliv.
- Farsetia cornus-africani Jonsell
- Farsetia dhofarica Jonsell & A.G.Mill.
- Farsetia divaricata Jonsell
- Farsetia ellenbeckii Engl.
- Farsetia emarginata Jonsell
- Farsetia fruticans Jonsell & Thulin
- Farsetia heliophila Bunge ex Coss.
- Farsetia inconspicua A.G.Mill.
- Farsetia jacquemontii Hook.f. & Thomson
- Farsetia latifolia Jonsell & A.G.Mill.
- Farsetia linearis Decne. ex Boiss.
- Farsetia longisiliqua Decne.
- Farsetia longistyla Baker
- Farsetia macrantha Blatt. & Hallb
- Farsetia nummularia Jonsell
- Farsetia occidentalis B.L.Burtt
- Farsetia pedicellata Jonsell
- Farsetia robecchiana Engl.
- Farsetia socotrana B.L.Burtt
- Farsetia somalensis (Pax) Engl. ex Gilg & Benedict
- Farsetia spinulosa Jonsell
- Farsetia stenoptera Hochst.
- Farsetia stylosa R.Br.
- Farsetia tenuisiliqua Jonsell
- Farsetia undulicarpa Jonsell